# Rempart des Carmélites
Le rempart des Carmélites est un des remparts longeant la rivière Nièvre, situé rue du Moulin d'Écorce à Nevers.

## Histoire
Cet ensemble de constructions date des XIVe, XVe et XVIIe siècles. Il est inscrit au titre des monuments historiques par arrêté du 23 septembre 1970.